# Утро понедельника
«Утро понедельника» (фр. Lundi matin) — французский художественный фильм режиссёра Отара Иоселиани, вышедший на экраны в 2002 году. Съёмки проходили во французском регионе Рона — Альпы в коммунах Ланьё, Шавано, Сен-Бодий-де-ла-Тур, Сен-Ромен-де-Попе, Ириньи, Сен-Фон и в Лионе, а также в Венеции.

## Сюжет
Венсан живёт в небольшой провансальской деревне с затурканной женой, старой матерью и двумя сыновьями, юношей и подростком, которые не подпускают его к себе слишком близко. С юности он мечтал стать художником, но работает сварщиком на заводе. Однажды он понимает, что повседневная жизнь ему невыносимо надоела, а старик-отец даёт ему денег и советует отправиться в путешествие по Италии. Венсан так и поступает. В Венеции его ждёт встреча с тамошней повседневностью — в чём-то совершенно иной, а в чём-то на редкость похожей. В конце концов он всё же возвращается домой, где, пока его не было, жизнь не стояла на месте, но в целом всё осталось без перемен.

## В ролях
| Актёр                | Роль                             |
| -------------------- | -------------------------------- |
| Жак Биду             | Венсан                           |
| Анна Кравц-Тарнавски | жена Венсана                     |
| Нарда Бланше         | мать Венсана                     |
| Радслав Кински       | отец Венсана                     |
| Дато Тариелашвили    | Николя, старший сын Венсана      |
| Адриан Пашо          | Гастон, младший сын Венсана      |
| Паскаль Шаналь       | Мишель, сосед                    |
| Мириам Лайдуни-Дени  | жена Мишеля                      |
| Пьер Трико           | отец Мишеля                      |
| Анна Ламур-Флори     | подруга Николя                   |
| Жереми Рошиньё       | кюре                             |
| Арриго Моццо         | Карло, венецианский друг Венсана |
| Отар Иоселиани       | Энцо ди Мартино                  |

## Премии
На 52-м Берлинском международном кинофестивале Отар Иоселиани получил премию «Серебряный медведь» за лучшую режиссуру, кроме того, фильм был удостоен премии Международной федерации кинопрессы.
Приз «Золотой Витязь» на XII Кинофоруме «Золотой Витязь» (2002, Калуга).

## Рецепция
«Я сделал комедию о печальной обязанности человека подчиняться правилам этого мира», — сказал о своём фильме режиссёр. Часть критики также поняла картину как историю о неизбежности возвращения человека в колею повседневности. По мнению Юрия Гладильщикова, «Утро понедельника» составляет, вместе с двумя другими фильмами Иоселиани, «Истина в вине» и «Сады осенью», «трилогию о том, чего жаждет, боится, во что верит мужчина, достигший критического возраста». В то же время Андрей Плахов заметил, что «„Утро понедельника“ соединяет мотивы „Фаворитов луны“ и „Певчего дрозда“: безответственность существования как альтернатива прагматизму — будь то буржуазному или карьерному советскому». Украинский кинокритик Владимир Войтенко также не видит в мироощущении Иоселиани обречённости: «мир одинаковый, каждый из нас в нём разный. И каждый по-разному может этот мир вокруг себя обустроить — хотя бы на какое-то короткое время; и разглядеть и извлечь из этого мира минуты, часы, а если удастся — то и дни истинного счастья».
Особо отмечается практически полное отсутствие среди исполнителей фильма профессиональных актёров. Сам Иоселиани заметил по этому поводу: «Я думаю, что брать для фильма человека с улицы, это называется, то есть который не практикует профессию лицедейства как главное занятие в своей жизни, это гораздо интереснее, так как такой человек избавлен от клише и штампов, приспособлений, которые даёт актёрская школа. Надо просто им не мешать делать так, как они могут».